# De waters van Dodemaan
De waters van Dodemaan is een stripreeks, bedacht door scenarioschrijver Patrick Cothias en getekend door Philippe Adamov. De stripreeks behoort tot het fantsy genre, fantasie en werkelijkheid lopen door elkaar. Overige ingrediënten van de strip zijn een meedogenloze strijd om de macht, veldslagen, tijdreizen en tovenarij. De reeks omvat tien delen, door uitgeverij Glénat uitgebracht tussen 1986 en 2000 in de Collectie Prestige en alleen verkrijgbaar met harde kaft.

## Het verhaal
De wereld van de waters van Dodemaan is een wereld in verval. Er heerst water- en voedselschaarste als gevolg van een nucleaire ramp, die in het verleden heeft plaatsgevonden. Het water is schaars geworden en de macht behoort toe aan degenen die nog weten hoe het te zuiveren. De macht is in handen van een kleine decadente groep aristocraten, die de arme bevolking uitbuit. Omdat er ook schaarste is aan voedsel vindt onder de bevolking kannibalisme plaats. 
De hoofdpersonen in deze strip zijn Jerôme, de prins van Dodemaan, Goliath zijn helper en hun tegenstrever hertog Makil. Verder spelen Violhaine, geliefde van de prins, haar blinde broer, de raadselachtige Niklaas en Barnabé, dwerg en tovenaar een belangrijke rol.
De eerste vijf delen vormen een cyclus van verhalen die met de dood van Niklaas eindigt. Vanaf deel zes vangt met de komst van ruimtereizigers uit een andere dimensie, een tweede cyclus verhalen aan.

## Albums
| Nummer | Titel                         | Verschenen |
| ------ | ----------------------------- | ---------- |
| 1      | Het schaakbord van de rat     | 1986       |
| 2      | De havenkroeg                 | 1987       |
| 3      | De prins en de hoer           | 1989       |
| 4      | De ogen van Niklaas           | 1990       |
| 5      | De dans van de zee            | 1992       |
| 6      | Het getal van het beest       | 1995       |
| 7      | De oorlog van de goden        | 1996       |
| 8      | De dood van Niklaas           | 1997       |
| 9      | De profundis                  | 1998       |
| 10     | Op zoek naar de verloren tijd | 2000       |